# Gößweinstein

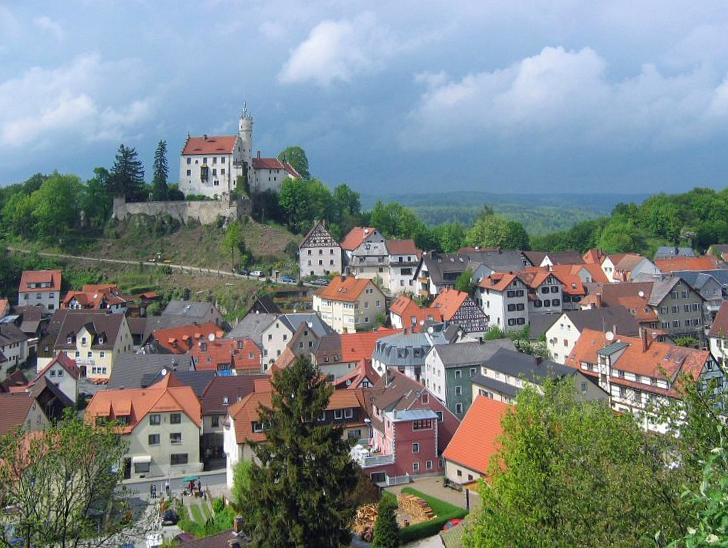
Gößweinstein

Gößweinstein este o comună-târg din zona Elveția Franconă (germană: Fränkische Schweiz), districtul Forchheim, regiunea administrativă Franconia Superioară, landul Bavaria, Germania, situată la confluența râurilor Wiesent, Ailsbach și Püttlach.
Clădiri remarcabile sunt cetatea (Burg) și basilica de pelerinaj (Wallfahrtsbasilika). Basilica a fost construită de marele arhitect german Balthasar Neumann.

## Galerie de imagini

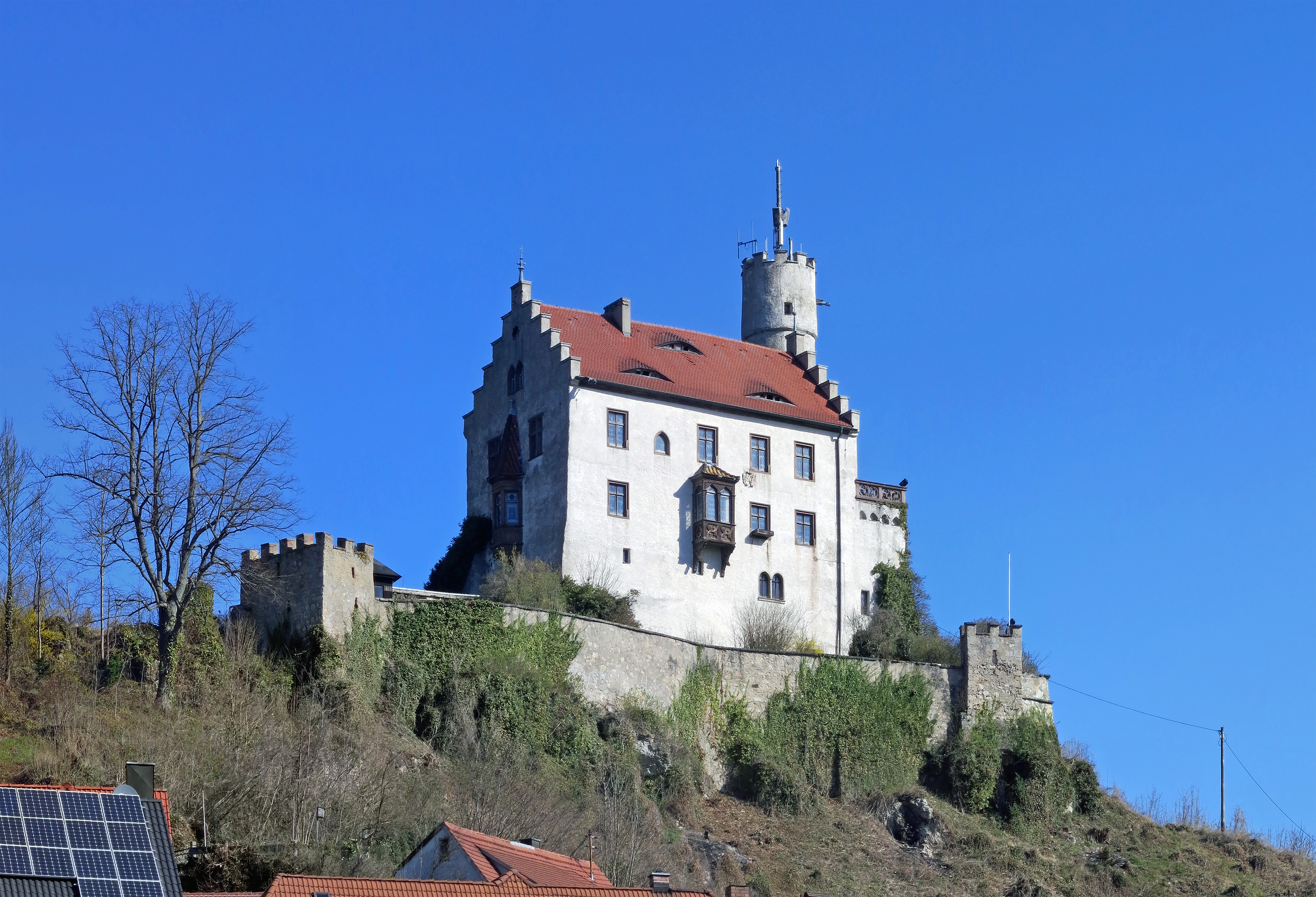
Gößweinstein (Burg)
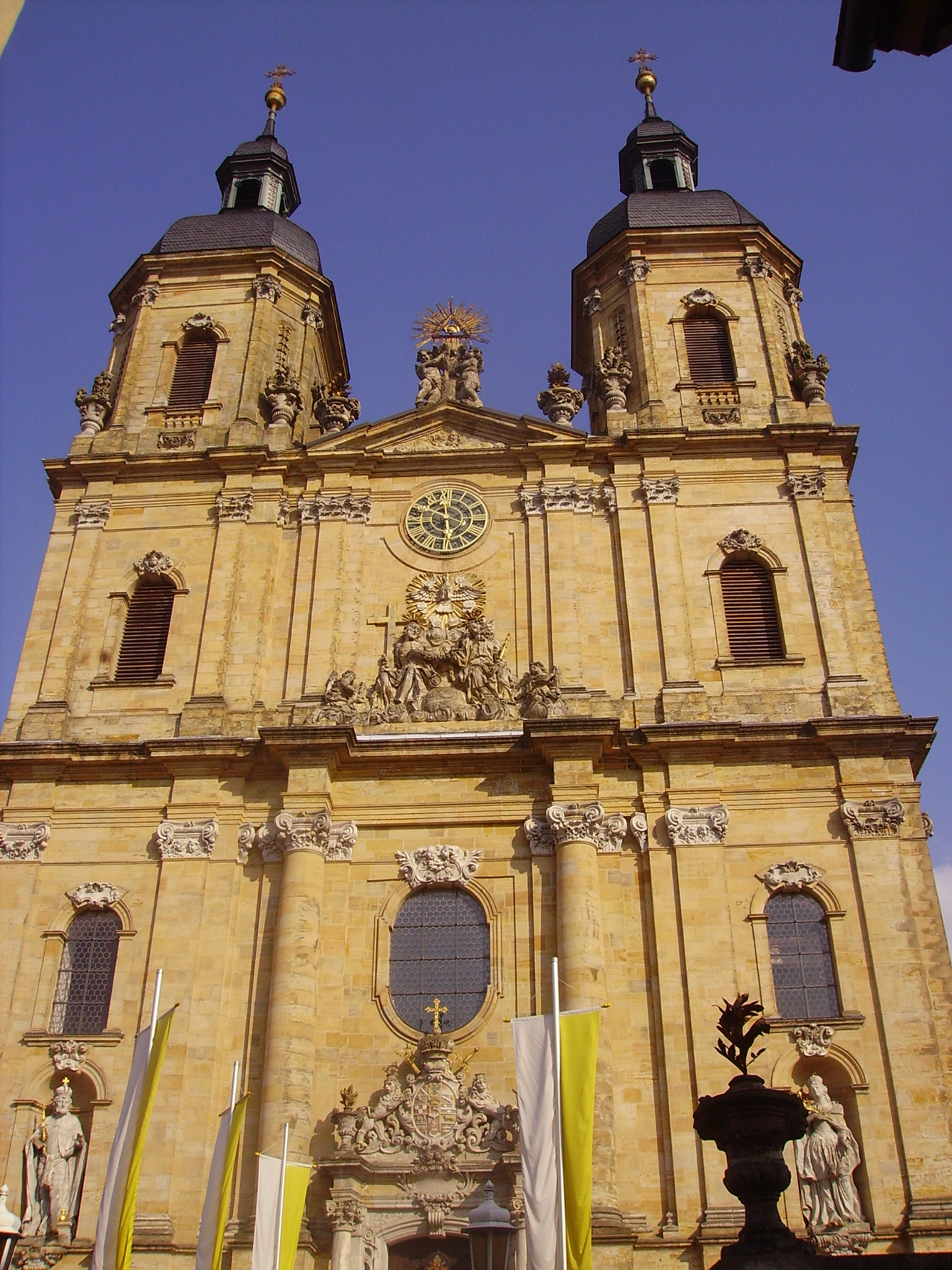
Gößweinstein (basilica de pelerinaj)
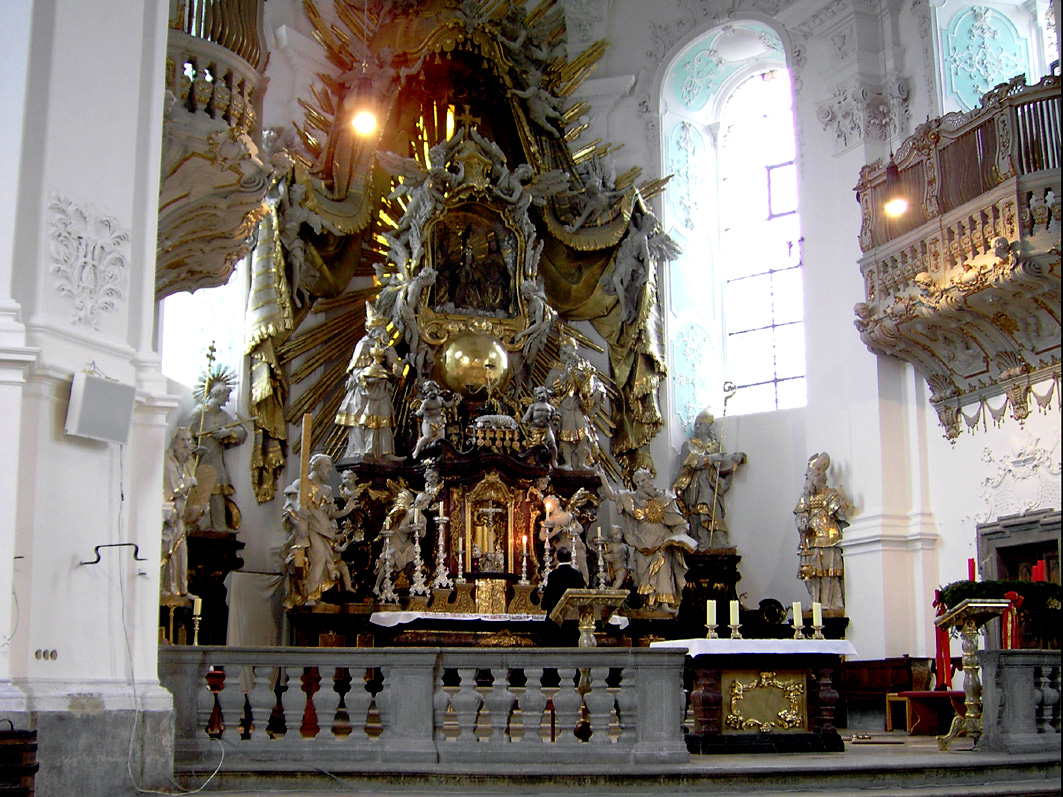
Gößweinstein (interiorul basilicii de pelerinaj construite de Balthasar Neumann)

1. ↑  Alle politisch selbständigen Gemeinden mit ausgewählten Merkmalen am 31.12.2018 (4. Quartal) (în germană), Statistisches Bundesamt[*], arhivat din original la 10 martie 2019, accesat în 10 martie 2019